# Galàxia del Cigar
La Galàxia del Cigar (Messier 82, M82 o NGC 3034) és una galàxia esclat d'estrelles, (Starburst en anglès), durant molt de temps considerada irregular de tipus Irr-II i actualment com una galàxia de tipus Sbc. Situada a la constel·lació de l'Ossa Major. Va ser descoberta per Johann Elert Bode el 1774 i inclosa al catàleg de Charles Messier

## Característiques

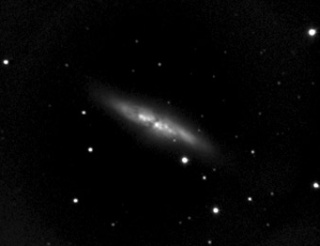
M82 vista amb un petit telescopi.

M82 està afectada per les forces de marea de M81, una galàxia molt propera. Aquestes forces provocades per la gravetat d'M81 han deformat la galàxia en un procés que va començar fa uns 100 milions d'anys. Aquesta interacció ha incrementat els processos de formació estel·lar en el seu si. M82 es troba a 12 milionsd'anys llum de la Via Làctia i està separada visualment d'M81 per uns 130.000 anys llum.
L'Observatori de raigs X Chandra va detectar emissions fluctuants de raigs X provinents d'uns 600 anys llum del centre de M82. Els astrònoms han postulat que aquestes emissions provenen del primer forat negre de massa intermèdia conegut, d'unes 200 a 5.000 masses solars.

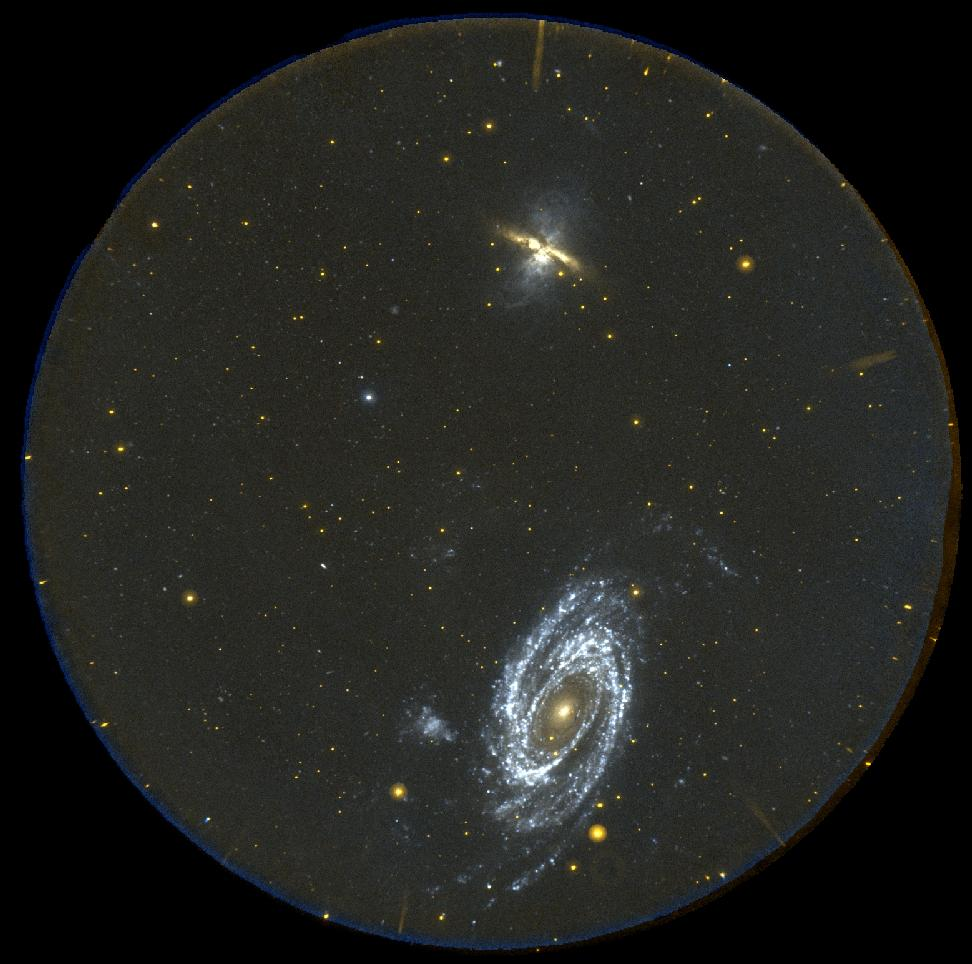

En un primer moment es va pensar que M82 era una galàxia irregular. Però, el 2005, es van descobrir dosbraços espirals simètrics en les imatges propores a infraroig (NIR) d'M82. Els braços es van detectar traient un disc exponencial simètric de les imatges NIR. Els braços surten dels extrems d'una barra, per la qual cosa, actualment, es considera una galàxia espiral barrada vista de perfil. El fet que el disc d'M82 tingui una lluentor superficial molt alta, trobar-se situat de costat respecte de nosaltres i a la presència d'una xarxa de filaments de pols en les imatges òptiques han dificultat la detecció d'aquests braços anteriorment.